# Australohyaena antiqua
L'australoiena (Australohyaena antiqua) è un mammifero carnivoro estinto, appartenente agli sparassodonti. Visse nell'Oligocene superiore (circa 25 milioni di anni fa) e i suoi resti fossili sono stati ritrovati in Argentina.

## Descrizione
Questo animale è noto principalmente per materiale cranico, ma dal raffronto con altri animali simili e più conosciuti (ad esempio Borhyaena) è stato possibile ipotizzarne l'aspetto. Doveva essere un animale dal corpo basso e allungato, dalle zampe corte e forti e dalla testa grossa. Il cranio, ben conosciuto, era dotato di un muso corto, grandi canini forti, una mandibola prarticolarmente profonda, e molari con talonide e protocono ridotti. Il cranio, inoltre, possedeva una calotta cranica rigonfia, una fossa temporale ben sviluppata. Australohyaena doveva essere uno dei più grandi carnivori del suo ambiente, e poteva pesare circa 70 chilogrammi. 

## Classificazione
Per lungo tempo questo animale è stato conosciuto attraverso denti isolati, descritti inizialmente da Florentino Ameghino come Borhyaena antiqua nel 1894. Successivamente questi denti sono stati attribuiti al genere Pharsophorus, e solo nel 2014 il ritrovamento di un cranio pressoché completo ha permesso l'identificazione di un nuovo genere, Australohyaena.
Australohyaena fa parte degli sparassodonti, un gruppo di mammiferi sudamericani affini ai marsupiali, dall'aspetto che richiamava quello di molti gruppi di carnivori placentali degli altri continenti. Australohyaena, in particolare, sembrerebbe essere stato un rappresentante specializzato della famiglia Borhyaenidae.

## Paleobiologia
Alcune caratteristiche di Australohyaena (muso corto, canini grandi, mandibola profonda e protocono e talonide ridotti) indicano che questo animale era un ipercarnivoro; la fossa temporale pronunciata e la volta cranica ben sviluppata indicano che era anche in grado di rompere le ossa grazie ai denti robusti, ed è possibile che adottasse un comportamento simile a quello delle attuali iene.